# Mönsterås (plaats)

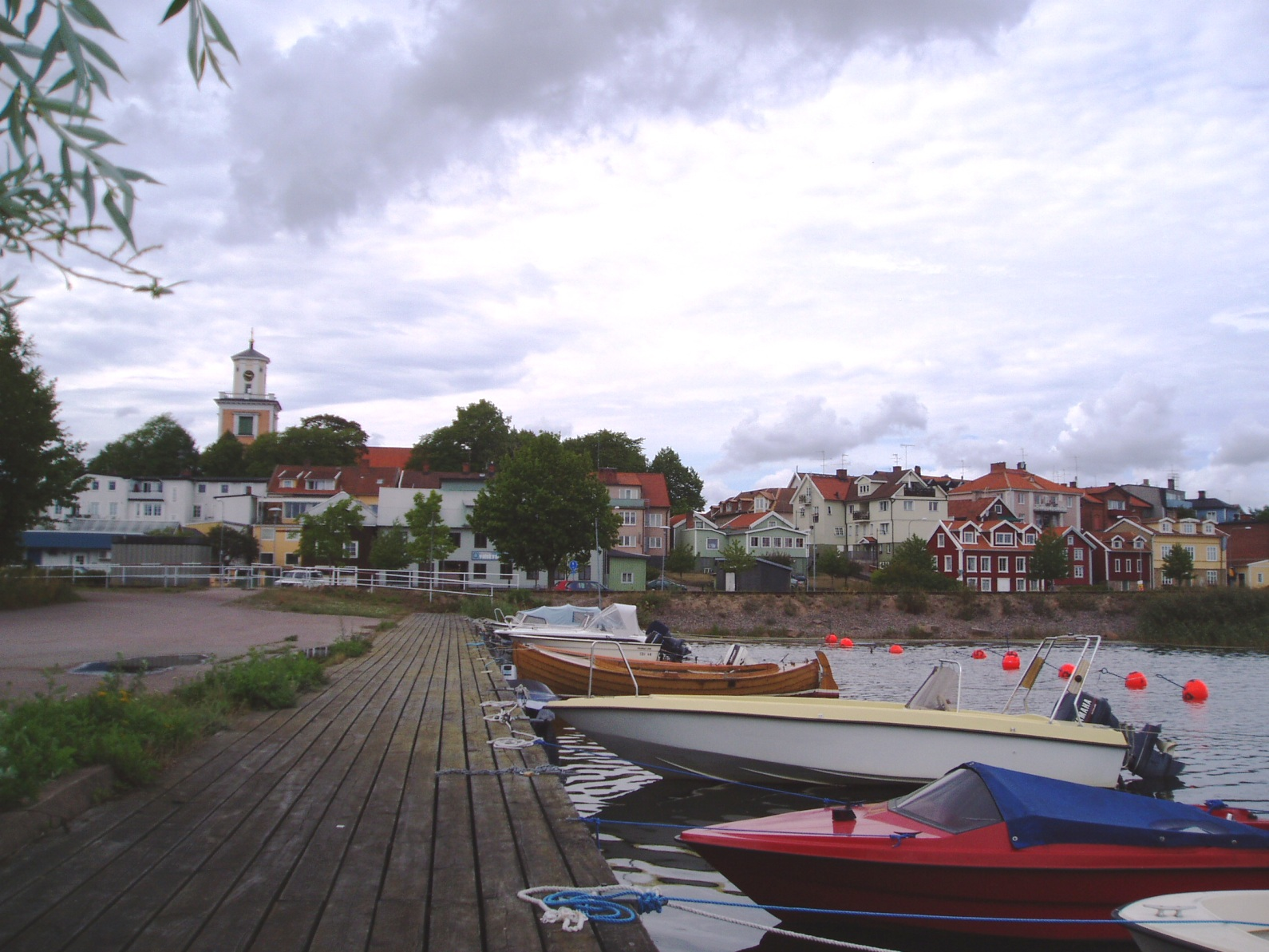
Mönsterås

Mönsterås is de hoofdplaats van de gemeente Mönsterås in het landschap Småland en de provincie Kalmar län in Zweden. De plaats heeft 4783 inwoners (2007) en een oppervlakte van 394 hectare.
"Mönster" in de plaatsnaam verwijst naar een verbasterde vorm voor klooster (vergelijk met het Engelse "monastery"), terwijl "Ås" de Zweedse naam is voor de esker (een glaciale heuvelrug) waar de stad op ligt. Het klooster Kronobäck lag een paar kilometer ten zuiden van de stad en was tot haar verwoesting een belangrijk cultureel centrum. De plaats Mönsterås was in de 19e eeuw een köping, een bijzondere vorm van lokaal bestuur voor een marktplaats.
Mönsterås is bekend vanwege haar jaarlijkse bluesfestival.

## Verkeer en vervoer
Bij de plaats loopt de E22.
Door de plaats loopt de goederenlijn Blomstermåla - Mönsterås.